# Jahnatal
Jahnatal − gmina w Niemczech, w kraju związkowym Saksonia, w powiecie Mittelsachsen. Powstała 1 stycznia 2023 z połączenia gminy Ostrau z gminą Zschaitz-Ottewig. Jest najbardziej na północ wysuniętą gminą powiatu.